# Leo Fender
Clarence Leonidas Fender (10. august 1909 i USA – 21. marts 1991) var en amerikansk guitarbygger, der grundlagde firmaet Fender Electric Instrument Manufacturing Company i 1948. Firmaet kendes i dag under navnet Fender Musical Instruments Corporation. Blandt de mest kendte produkter firmaet bragte på markedet, var det de legendariske el-guitarer Stratocaster og Telecaster samt bas guitaren Precision Bass i 1952 og Jazz Bass i 1960.
Grundet sygdom solgte Leo Fender Fender Musical Instruments Corporation i 1964 til CBS for 13.000.000 $
I 1974 startede Leo Fender Music Man som mest blev kendt for Stingray bassen. I 1984 solgte han Music Man til Ernie Ball, for at starte G&L Guitars sammen George Fullerton.